# Billboard Music Awards 2011
Церемония Billboard Music Awards 2011 прошла 22 мая 2011 года в MGM Grand Garden Arena в Лас-Вегасе, штат Невада. Ведущим церемонии был Ken Jeong. Награды вручались за музыкальные достижения 2010 года.

## Номинанты и победители
Номинанты церемонии были объявлены 13 апреля 2011 года на пресс-конференции в Лас-Вегасе.

### Артист года (Top Artist)
- Джастин Бибер
- Эминем
- Lady Gaga
- Рианна
- Тейлор Свифт

### Новичок года (Top New Artist)
- Ke$ha
- Бруно Марс
- Ники Минаж
- Тайо Крус
- Джастин Бибер

### Лучшая песня «горячей сотни» (Top Hot 100 Song)
- «Dynamite» — Тайо Крус
- «Love the Way You Lie» — Эминем ft. Рианна
- «Just the Way You Are» — Бруно Марс
- «California Gurls» — Кэти Перри ft. Snoop Dogg
- «OMG» — Usher ft. will.i.am

### Лучший альбом чарта Billboard 200 (Top Billboard 200 Album)
- My World 2.0 — Джастин Бибер
- The Gift — Сьюзан Бойл
- Need You Now — Lady Antebellum
- Speak Now — Тейлор Свифт
- 'Recovery — Эминем

### Лучший артист альбомного чарта Billboard 200 (Top Billboard 200 Artist)
- Джастин Бибер
- Сьюзан Бойл
- Lady Antebellum
- Эминем
- Тейлор Свифт

### Гастролёр года (Top Touring Artist)
- Bon Jovi — Bon Jovi Live
- Майкл Бубле — Crazy Love Tour
- Lady Gaga — The Monster Ball Tour
- U2 — U2 360° Tour
- Роджер Уотерс — The Wall Live

### Дуэт/Группа года (Top Duo/Group)
- The Black Eyed Peas
- Bon Jovi
- Lady Antebellum
- Linkin Park
- U2

### Лучший кантри-альбом (Top Country Album)
- My Kinda Party — Джейсон Олдин
- Need You Now — Lady Antebellum
- The Incredible Machine — Sugarland
- Speak Now — Тейлор Свифт
- The Foundation — Zac Brown Band

### Лучший рэп-альбом (Top Rap Album)
- Thank Me Later — Drake
- Recovery — Эминем
- Pink Friday — Ники Минаж
- I Am Not a Human Being — Lil Wayne
- My Beautiful Dark Twisted Fantasy — Канье Уэст

### Лучший рок-альбом (Top Rock Album)
- Brothers — The Black Keys
- To the Sea — Джек Джонсон
- Born Free — Kid Rock
- A Thousand Suns — Linkin Park
- Sigh No More — Mumford & Sons

### Лучший артист социальных сетей (Top Social Artist)
- Ikon
- Джастин Бибер
- Эминем
- Леди Гага
- Рианна

### Лучшая цифровая песня (Top Digital Song)
- «Airplanes» — B.o.B ft. Хейли Уильямс
- «Dynamite» — Тайо Крус
- «Love the Way You Lie» — Эминем ft. Рианна
- «Just the Way You Are» — Бруно Марс
- «California Gurls» — Кэти Перри ft. Snoop Dogg

### Лучшая радио-песня (Top Radio Song)
- «Dynamite» — Тайо Крус
- «Love the Way You Lie» — Эминем ft. Рианна
- «Just the Way You Are» — Бруно Марс
- «DJ Got Us Fallin' in Love» — Usher ft. Pitbull
- «OMG» — Usher ft. will.i.am

### Лучшая потоковая песня (Top Streaming Song (Audio))
- «Dynamite» — Тайо Крус
- «Love the Way You Lie» — Эминем ft. РианнА
- «Need You Now» — Lady Antebellum
- «Just the Way You Are» — Бруно Марс
- «Just a Dream» — Nelly

### Лучшее потоковое видео (Top Streaming Song (Video))
- «Baby» — Джастин Бибер ft. Ludacris
- «Not Afraid» — Эминем
- «Love the Way You Lie» — Эминем ft. Рианна
- «Bad Romance» — Lady Gaga
- «Waka Waka (This Time for Africa)» — Шакира ft. Freshlyground

### Лучший артист «горячей сотни» (Top Hot 100 Artist)
- Ke$ha
- Бруно Марс
- Кэти Перри
- Рианна
- Ашер

### Лучший цифровой артист (Top Digital Songs Artist)
- Эминем
- Ke$ha
- Бруно Марс
- Кэти Перри
- Рианна

### Лучший радио-артист (Top Radio Songs Artist)
- Дрейк
- Бруно Марс
- Кэти Перри
- Рианна
- Ашер

### Лучший потоковый артист (Top Streaming Artist)
- Джастин Бибер
- Эминем
- Lady Gaga
- Рианна
- Шакира

### Лучший цифровой медиа-артист (Top Digital Media Artist)
- Akon
- Джастин Бибер
- Эминем
- Lady Gaga
- Рианна

### Исполнитель года (Top Male Artist)
- Дрейк
- Эминем
- Бруно Марс
- Ашер
- Джастин Бибер

### Исполнительница года (Top Female Artist)
- Ke$ha
- Lady Gaga
- Кэти Перри
- Рианна
- Тейлор Свифт

### Поп-артист года (Top Pop Artist)
- Джастин Бибер
- The Black Eyes Peas
- Ke$ha
- Lady Gaga
- Кэти Перри

### R&B-артист года (Top R&B Artist)
- Алиша Киз
- Monica
- Рианна
- Trey Songz
- Usher

### Рэп-артист года (Top Rap Artist)
- Drake
- Eminem
- Lil Wayne
- Ludacris
- Nicki Minaj

### Кантри-артист года (Top Country Artist)
- Джейсон Олдин
- Кенни Чесни
- Lady Antebellum
- Тейлор Свифт
- Zac Brown Band

### Рок-артист года (Top Rock Artist)
- Kings of Leon
- Linkin Park
- Mumford & Sons
- Muse

### Альтернативный артист года (Top Alternative Artist)
- The Black Keys
- Kings of Leon
- Linkin Park
- Mumford & Sons
- Muse

### Лучший латиноамериканский артист (Top Latin Artist)
- Энрике Иглесиас
- Pitbull
- Принц Ройс
- Шакира
- Wisin & Yandel

### Танцевальный артист года (Top Dance Artist)
- The Black Eyed Peas
- David Guetta
- Lady Gaga
- La Roux
- Рианна

### Христианский артист года (Top Christian Artist)
- Casting Crowns
- MercyMe
- Skillet
- tobyMac
- Крис Томлин

### Лучшая поп-песня (Top Pop Song)
- «Dynamite» — Тайо Крус
- «Just the Way You Are» — Бруно Марс
- «California Gurls» — Кэти Перри ft. Snoop Dogg
- «Firework» — Кэти Перри
- «Teenage Dream» — Кэти Перри

### Лучшая R&B-песня (Top R&B Song)
- «Un-Thinkable (I’m Ready)» — Алиша Киз
- «What’s My Name?» — Рианна ft. Drake
- «Bottoms Up» — Trey Songz ft. Nicki Minaj
- «OMG» — Usher ft. will.i.am
- «There Goes My Baby» — Usher

### Лучшая рэп-песня (Top Rap Song)
- «Airplanes» — B.o.B ft. Хэйли Уильямс
- «Nothin' on You» — B.o.B ft. Бруно Марс
- «Love the Way You Lie» — Эминем ft. Рианна
- «Like a G6» — Far East Movement ft. The Cataracs and Dev
- «Just a Dream» — Nelly

### Лучшая кантри-песня (Top Country Song)
- «If I Die Young» — The Band Perry
- «Need You Now» — Lady Antebellum
- «The House That Built Me» — Миранда Ламберт
- «Stuck Like Glue» — Sugarland
- «Mine» — Тейлор Свифт

### Лучшая рок-песня (Top Rock Song)
- «Lay Me Down» — The Dirty Heads ft. Rome
- «Dog Days Are Over» — Florence and the Machine
- «Little Lion Man» — Mumford & Sons
- «Animal» — Neon Trees
- «Hey, Soul Sister» — Train

### Лучшая альтернативная песня (Top Alternative Song)
- «Dog Days Are Over» — Florence + the Machine
- «Waiting for the End» — Linkin Park
- «The Cave» — Mumford & Sons
- «Little Lion Man» — Mumford & Sons
- «Animal» — Neon Trees

### Лучшая латиноамериканская песня (Top Latin Song)
- «Cuando Me Enamoro» — Энрике Иглесиас ft. Хуан Луис Герра
- "Bon, Bon — Pitbull
- «Gypsy» — Shakira
- «Loca» — Shakira ft. El Cata
- «Waka Waka (This Time for Africa)» — Shakira ft. Freshlyground

### Лучшая танцевальная песня (Top Dance Song)
- «Bad Romance» — Lady Gaga
- «Telephone» — Lady Gaga ft. Бейонсе
- «Bulletproof» — La Roux
- «Stereo Love» — Edward Maya ft. Vika Jigulina
- «We No Speak Americano» — Yolanda Be Cool & DCUP

### Лучшая христианская песня (Top Christian Song)
- «Live Like We're Dying» — Крис Аллен
- «All of Creation» — MercyMe
- «Lead Me» — Sanctus Real
- «Get Back Up» — tobyMac
- «Our God» — Крис Томлин

### Лучший поп-альбом (Top Pop Album)
- My World 2.0 — Джастин Бибер
- The E.N.D. — The Black Eyed Peas
- Animal — Ke$ha
- The Fame — Lady Gaga
- Teenage Dream — Кэти Перри

### Лучший R&B-альбом (Top R&B Album)
- Still Standing — Моника
- Loud — Рианна
- Soldier of Love — Sade
- Passion, Pain & Pleasure — Trey Songz
- Raymond v. Raymond — Usher

### Лучший альтернативный альбом (Top Alternative Album)
- Brothers — The Black Keys
- To the Sea — Jack Johnson
- Come Around Sundown — Kings of Leon
- A Thousand Suns — Linkin Park
- Sigh No More — Mumford & Sons

### Лучший латиноамериканский альбом (Top Latin Album)
- Iconos — Марк Энтони
- Dejarte de Amar — Camila
- Euphoria — Энрике Иглесиас
- Prince Royce — Принц Ройс
- Sale el Sol — Шакира

### Лучший электро-танцевальный альбом (Top Dance/Electronic Album)
- Tron Legacy Soundtrack — Daft Punk
- The Fame — Lady Gaga
- The Fame Monster — Lady Gaga
- The Remix — Lady Gaga
- Ocean Eyes — Owl City

### Лучший христианский альбом (Top Christian Album)
- The Generous Mr. Lovewell — MercyMe
- Awake — Skillet
- Tonight — tobyMac
- And If Our God Is for Us... — Крис Томлин
- WOW Hits 2011 — Various Artists

### Звезда 2000-х
- Бейонсе

### Икона премии
- Neil Diamond

## Выступления
- Рианна featuring Бритни Спирс — «S&M (Remix)»
- The Black Eyed Peas — «Just Can’t Get Enough» / «The Time (Dirty Bit)» / «Boom Boom Pow» / «I Gotta Feeling»
- Кит Урбан — «Long Hot Summer»
- Бейонсе — «Run the World (Girls)»
- Lady Antebellum — «Just a Kiss»
- Тайо Крус — «Break Your Heart» / «Dynamite»
- Pitbull featuring Nayer & Ne-Yo — «Give Me Everything (Tonight)»
- OneRepublic & Far East Movement featuring Snoop Dogg — «Good Life»/«Rocketeer»/«Like A G6»/«I Would Say (OMG)»
- Cee Lo Green — «Crazy» / «Bright Lights Bigger City» / «Forget You»
- Мэри Джей Блайдж featuring Lil Wayne — «Somebody to Love Me»
- Ke$ha — «Animal» / «Blow»
- Nicki Minaj featuring Бритни Спирс — «Super Bass» / «Till the World Ends (The Femme Fatale Remix)»
- Neil Diamond — «Sweet Caroline» / «America»